# Controllo procedurale

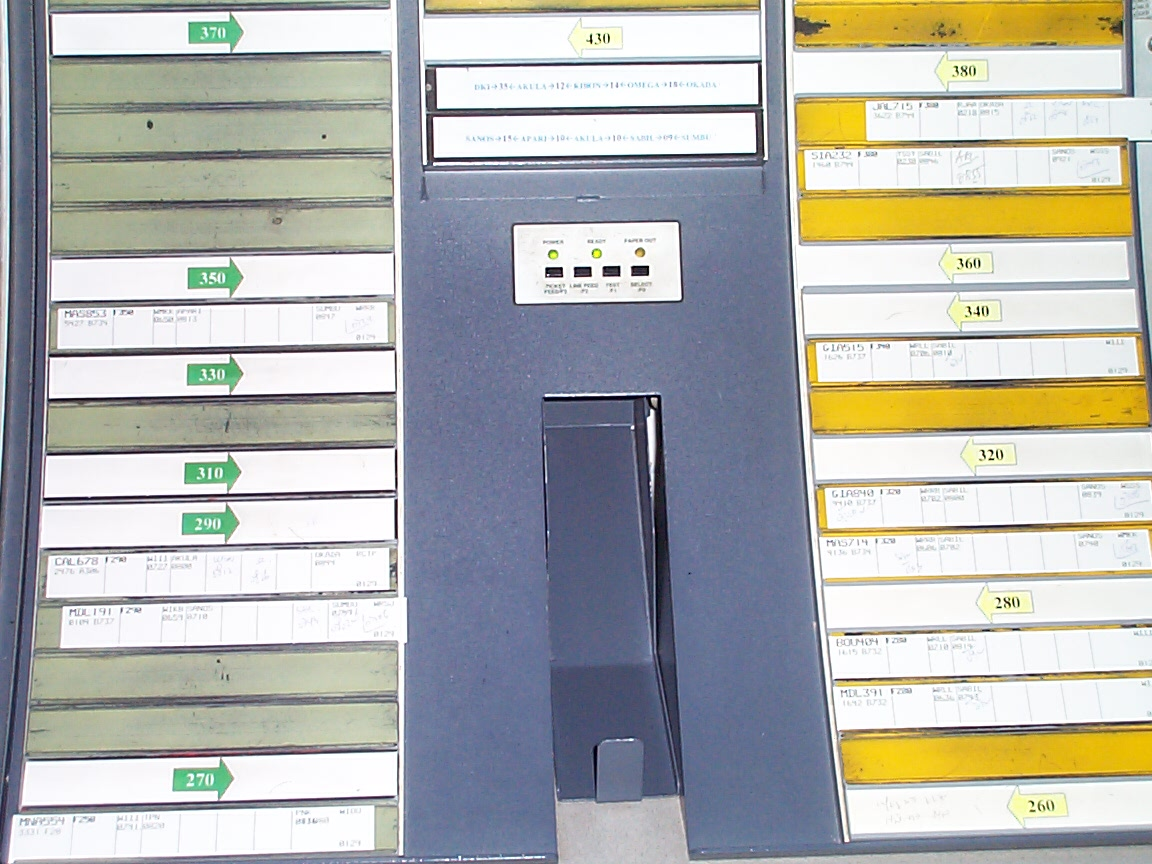
Una serie di strisce progresso volo in un centro di controllo di Giacarta

Controllo procedurale, in lingua inglese procedural control, è un termine usato nel controllo del traffico aereo che identifica l'assistenza fornita al traffico aereo senza l'impiego di sistemi di sorveglianza quali radar, automatic dependent surveillance (ADS-B o ADS-C) oppure multilaterazione. Il termine non-radar è spesso usato come sinonimo di procedurale.
Il controllo procedurale è un metodo di gestione del traffico aereo utilizzato negli spazi aerei non eccessivamente affollati o complessi nei quali l'adozione di sistemi di controllo più avanzati non sarebbe economicamente giustificabile oppure come misura contingente in caso di avaria ai sistemi di sorveglianza.

## Separazione
In mancanza di sistemi che permettano la visualizzazione degli aeromobili in volo, tutte le attività di gestione del traffico da parte del personale controllore si basa sui riporti di posizione via radio effettuati dai piloti. Le informazioni sulla posizione del volo e la sua quota, consentono l'applicazione di procedure di separazioni laterali, longitudinali o verticali. In particolare è previsto che vengano effettuati dei riporti di posizione ad intervalli di tempo regolari e su specifici punti (cd. punti di riporto).

## Navigazione
Negli spazi aerei serviti da controllo procedurale, non essendo disponibile l'ausilio da terra per il vettoramento, i piloti navigano preferibilmente lungo rotte standard seguendo le indicazioni delle radioassistenze, mantenendo il volo separato dagli ostacoli la cui ubicazione è riportata sulle carte di navigazione.